# David Ryall
David John Ryall (Shoreham-by-Sea, 5 januari 1935 – Londen, 25 december 2014) was een Brits acteur die vanaf de jaren zeventig op de Britse televisie verscheen.

## Levensloop
Ryall genoot in de jaren zestig een opleiding aan de toneelschool Royal Academy of Dramatic Art (RADA) in Londen en ging daarna bij het toneel. Van 1965 tot 1973 speelde hij bij het National Theatre van Laurence Olivier, toen nog in de Old Vic. Van 1996 tot 1997 werkte hij bovendien bij de Royal Shakespeare Company. Op het toneel speelde hij onder meer in King Lear van Shakespeare, Rosencrantz and Guildenstern van Tom Stoppard, Guys and Dolls en The Beggar's Opera.
Voor bioscoop en televisie speelde hij onder meer de rol van Engelbert Dop in Harry Potter en de Relieken van de Dood en de hoofdrol in de televisieseries Lytton's Diary en Goodnight Sweetheart. In de film Two Men Went to War (2002), de televisiefilm Bertie and Elizabeth (2002) en de televisieserie Le Grand Charles gebaseerd op het leven van Charles de Gaulle (2006) vertolkte hij de rol van Winston Churchill.
Ook had Ryall een rol in televisieseries als Some Mothers Do 'Ave 'Em (1978), Bless me, Father (1978-1981), Dennis Potters The Singing Detective (1986), The Bill (1989-2007), Inspector Morse (1990), The Chief (1990), Casualty (1991-1998), Lovejoy (1994), A Touch of Frost (1996), Ruth Rendell Mysteries (1997), Foyle's War (2003), Outnumbered (2007-2011), Doc Martin (2007-2013), Lewis (2008), Midsomer Murders (2009) en New Tricks (2010).
Ryall speelde voor het laatst in 2014, in de thriller Autómata, de film Mr. Turner (bijrol) en de televisieserie The Village.

## Filmografie (selectie)

### Film
- The Elephant Man (1980)
- Black Beauty (1994)
- Around the World in 80 Days (2004)
- City of Ember (2008)
- Harry Potter en de Relieken van de Dood deel 1 (2010)
- Hysteria (2011)
- Autómata (2014)

### Televisie
- Some Mothers Do 'Ave 'Em (1978)
- Bless me, Father (1978-1981)
- The Singing Detective (1986)
- The Bill (1989-2007)
- Inspector Morse (1990)
- The Chief (1990)
- Casualty (1991-1998)
- Lovejoy (1994)
- A Touch of Frost (1996)
- Ruth Rendell Mysteries (1997)
- Foyle's War (2003)
- Outnumbered (2007-2011)
- Doc Martin (2007-2013)
- Lewis (2008)
- Midsomer Murders (2009)
- New Tricks (2010)
- Call the Midwife (2015)